# José María Callejón
José María Callejón Bueno (* 11. února 1987 Motril) je španělský profesionální fotbalista, který hraje na pozici křídelníka za španělský klub Granada CF. Mezi lety 2014 a 2017 odehrál také 5 utkání v dresu španělské reprezentace.

## Klubová kariéra

### Real Madrid
S Realem získal v sezóně 2011/12 titul v Primera División.

### SSC Neapol
V červenci 2013 přestoupil z Realu Madrid do italského klubu SSC Neapol. Začátkem listopadu 2013 v 11. ligovém kole Serie A sezóny 2013/14 vstřelil první gól utkání proti Catanii, Neapol vyhrál venku 2:1.
S Neapolí ale nepostoupil ze základní skupiny F do vyřazovacích bojů Ligy mistrů 2013/14, italský tým v ní obsadil třetí místo, přestože měl stejný počet bodů (12) jako první Borussia Dortmund a druhý Arsenal FC. V posledním utkání skupiny 11. prosince 2013 vstřelil gól proti Arsenalu a přispěl tak k vítězství 2:0, které na postup nestačilo (SSC potřebovalo vstřelit ještě 1 gól).
V sezóně 2013/14 vyhrál s SSC Neapol italský pohár Coppa Italia, ve finále SSC porazil Fiorentinu 3:1.
22. prosince 2014 získal s Neapolí italský Superpohár po výhře v penaltovém rozstřelu nad Juventusem, hrálo se v katarském Dauhá.

### Granada CF
José Callejón se po devíti letech v létě 2022 vrátil zpátky do Španělska. Pětatřicetiletý křídelník po odchodu z Fiorentiny zamířil do Granady, kde podepsal roční smlouvu.

## Reprezentační kariéra
Callejón hrál za španělský reprezentační výběr do 21 let.
V A-mužstvu Španělska debutoval 15. 11. 2014 v kvalifikačním utkání proti týmu Běloruska (výhra 3:0).